# Cornelio Pino
Cornelio Pino (en latín, Cornelius Pinus) fue un pintor romano que vivió en el siglo I d. C. Es conocido solo por fuentes literarias. En tiempo del emperador Vespasiano (69-79) pintó varios templos, siendo representante de un estilo nuevo, que no es ya de la época agustana.